# Rathaus (Schwyz)

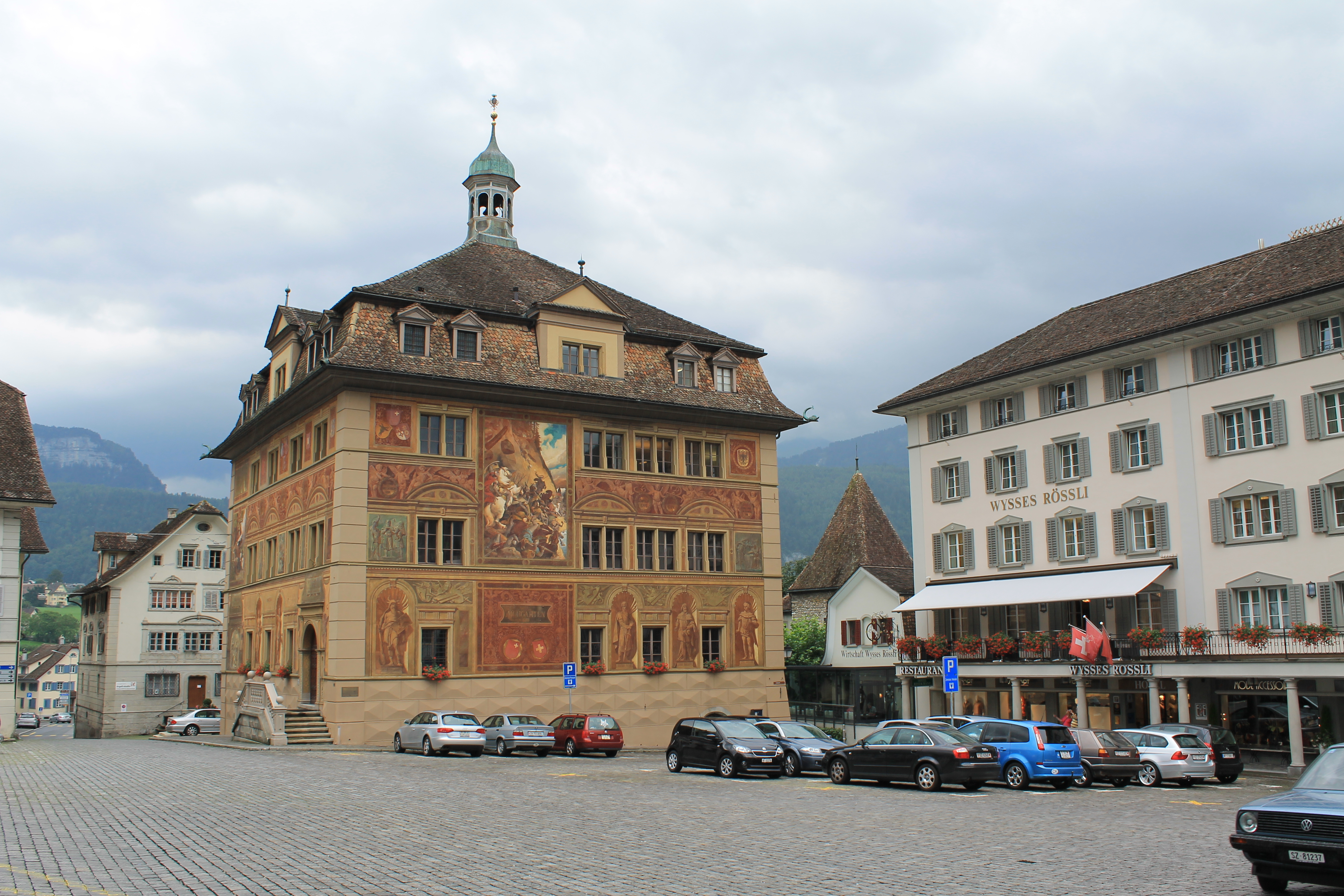
Das Rathaus am Hauptplatz in Schwyz

Das Rathaus von Schwyz ist ein denkmalgeschütztes Parlaments- und Gerichtsgebäude. Bekannt ist es für die historistische Fassadenmalerei von Ferdinand Wagner aus dem Jahr 1891. Wie die barocke Pfarrkirche St. Martin und das Hotel «Wysses Rössli» steht das Rathaus am Hauptplatz im Zentrum von Schwyz.

## Geschichte
Über das Aussehen des ersten Schwyzer Rathauses, das im Mittelalter bestanden hat und das um 1314 im Zusammenhang mit dem Überfall der Schwyzer auf das Kloster Einsiedeln erwähnt ist, ist nichts bekannt. In der Mitte des 16. Jahrhunderts wurde ein späterer Bau in der «Gemeinen löbl. Eidgenossenschaft Chronik» des Johannes Stumpf und der «Cosmographia» abgebildet.
Von 1591 und 1595 wurde das Rathaus durch die Luzerner Steinmetzen und Baumeister Anton Ulrich und Melchior Rufiner neu erbaut. Einige Inschriften aus dieser Bauzeit sind im Erdgeschoss und im ersten Stockwerk noch erhalten. Das Rathaus war Tagungsort des Kleinen und Grossen Rats sowie des Gerichts. Es gab auch eine Tanzdiele, eine Kornschütte und Salzkammer, Kerker und Gefangenenzellen. Auch die Wohnung des Weibels, der auch handwerkliche Aufgaben erfüllte, befand sich im Rathaus.

### Neubau nach dem Brand von 1642
Am 20. April 1642 fielen insgesamt 47 Häuser, auch das Rathaus und die Kirche, einem Brand zum Opfer. Bereits ein Jahr später begann der Rathausneubau. Baumeister Melchior Katzrauer aus dem Bregenzerwald versuchte die beinahe quadratischen Grundmauern (19,85 auf 19,75 m) des Baus von 1594 wiederherzustellen. «Noch heute sind im jetzigen Kantonsratssaal, der früheren Tanzdiele, an den gewaltigen Säulen Brandspuren zu erkennen.»
Die Täfelung im Gerichtssaal, der kleinen Ratsstube, und im Konferenzsaal, der grossen Ratsstube, stammt im Wesentlichen aus der Zeit nach dem Neubau und ist das Werk einheimischer Handwerker, die namentlich im Holz aufgeführt wurden. Im Gerichtssaal steht ein Richterstuhl mit Baldachin.

### Umbau von 1777
Carlo Andrea Galetti aus Como wurde mit dem Umbau des Rathauses (1777–79) beauftragt. Das bisherige Walmdach ersetzte er durch das immer noch bestehende Mansardendach. An der Spitze der Dachgiebel wurde ein Türmchen errichtet, in dem eine Glocke mit Bildern der Landespatrone Martin und Franz Xaver angebracht wurde. Es wurde beim Gang der zum Tod Verurteilten zu einer der beiden Schwyzer Richtstätten geläutet. Mit dem Umbau wurde auch die Aussenfassade verändert.

### Aussenrenovation von 1891
Seit dem 19. Jahrhundert tagt der Schwyzer Kantonsrat im Rathaus. Ein Mitglied des Kantonsrats, Adelrich Benziger aus Einsiedeln, schlug 1890 vor, die beiden Hauptfassaden «im Hinblick auf die 600jährige Erinnerungsfeier an den ersten Bund der Drei Waldstätte» malerisch zu schmücken. Der Münchner Historienmaler Ferdinand Wagner erstellte ab September 1890 für 20'000 Franken mehrere Darstellungen aus der Schwyzer Geschichte an der West- und der Nordfassade des Rathauses. Kurz vor der 600-Jahr-Feier der Eidgenossenschaft wurde das Werk am 18. Juli 1891 abgeschlossen.

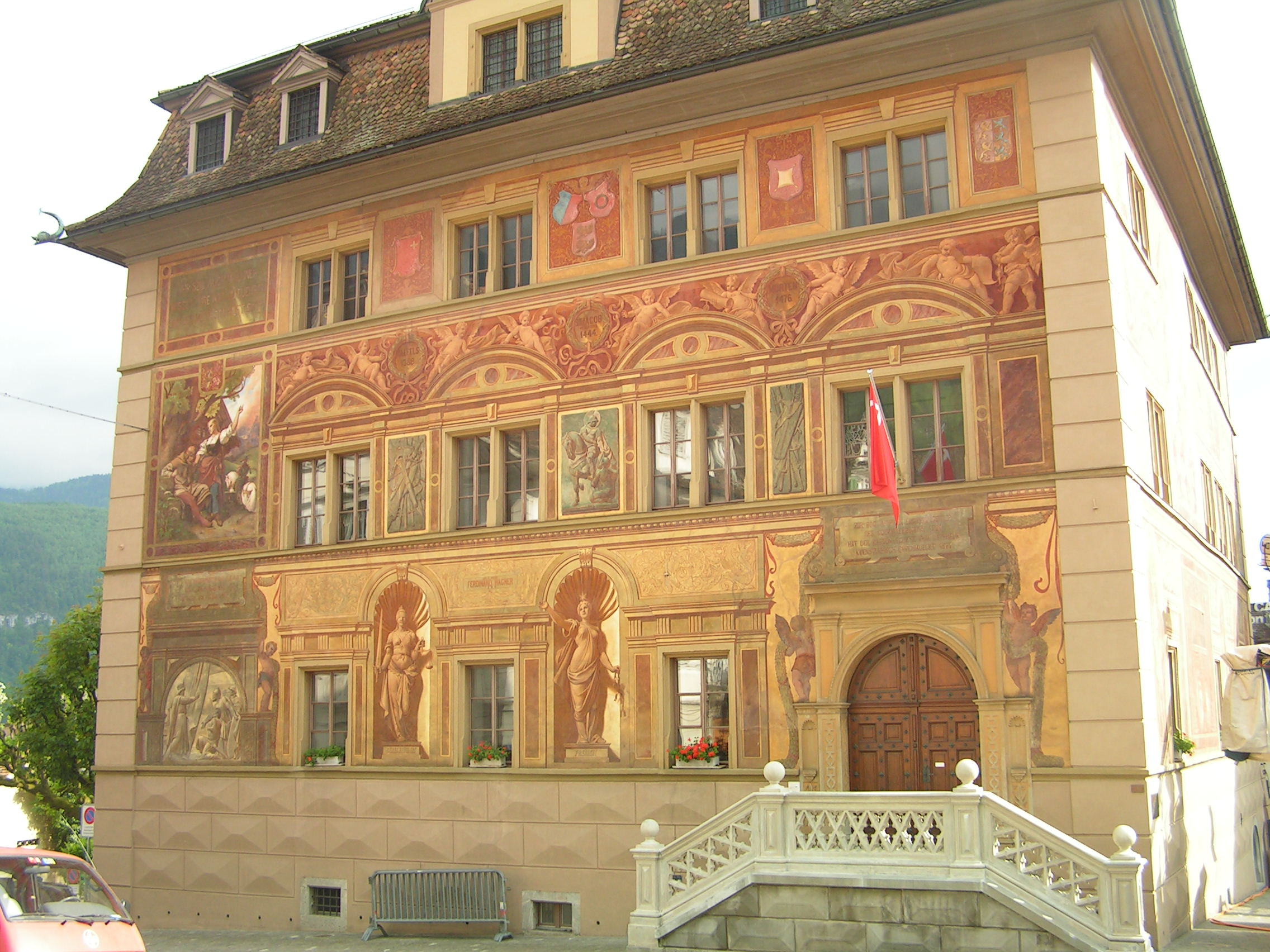
Die Nordfassade, u. a. mit der Stauffacherin und der Übergabe des Freiheitsbriefs zu Faenza 1240
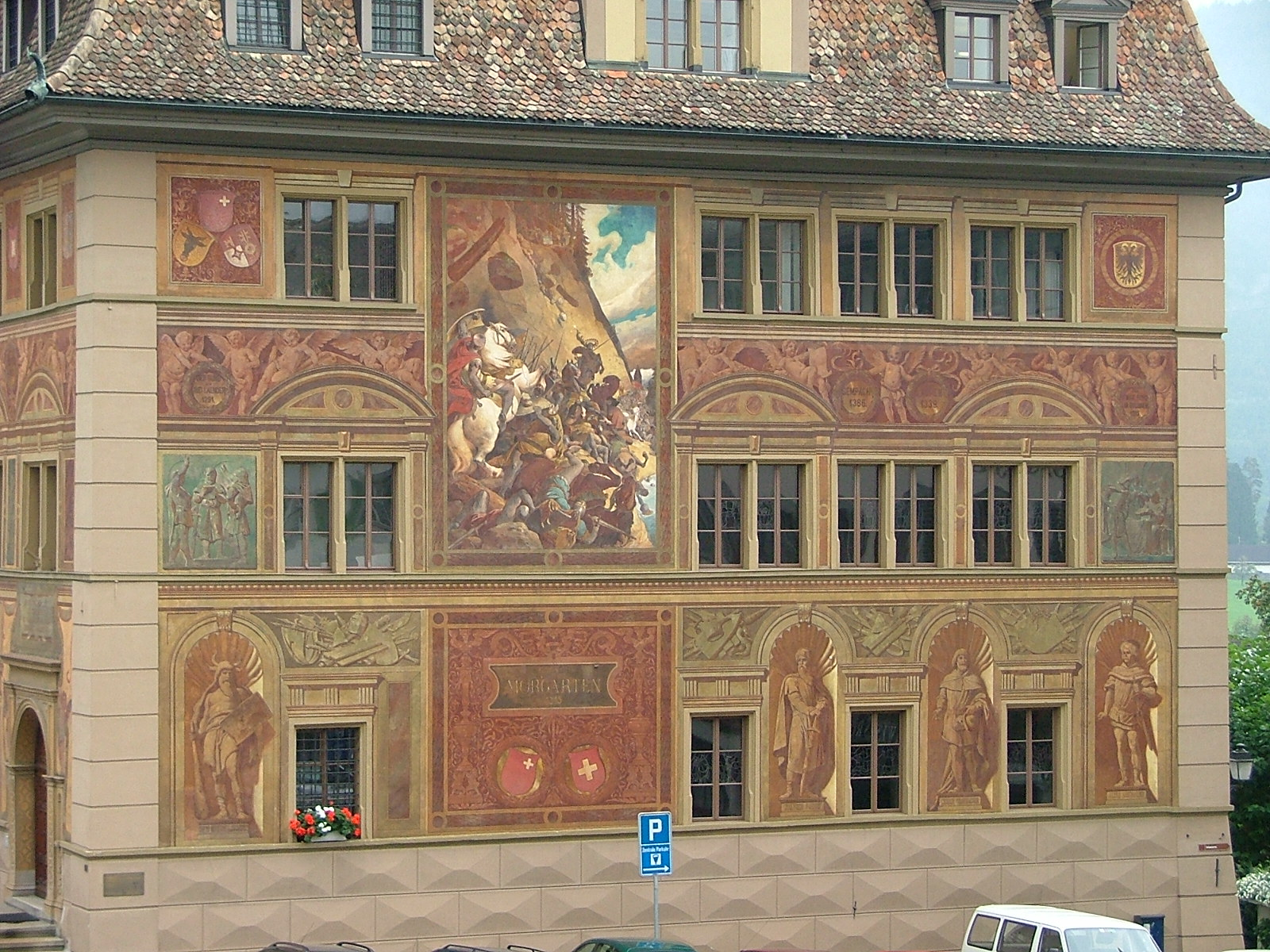
Die Westfassade, u. a. mit dem Rütlischwur und der Schlacht am Morgarten (1315)
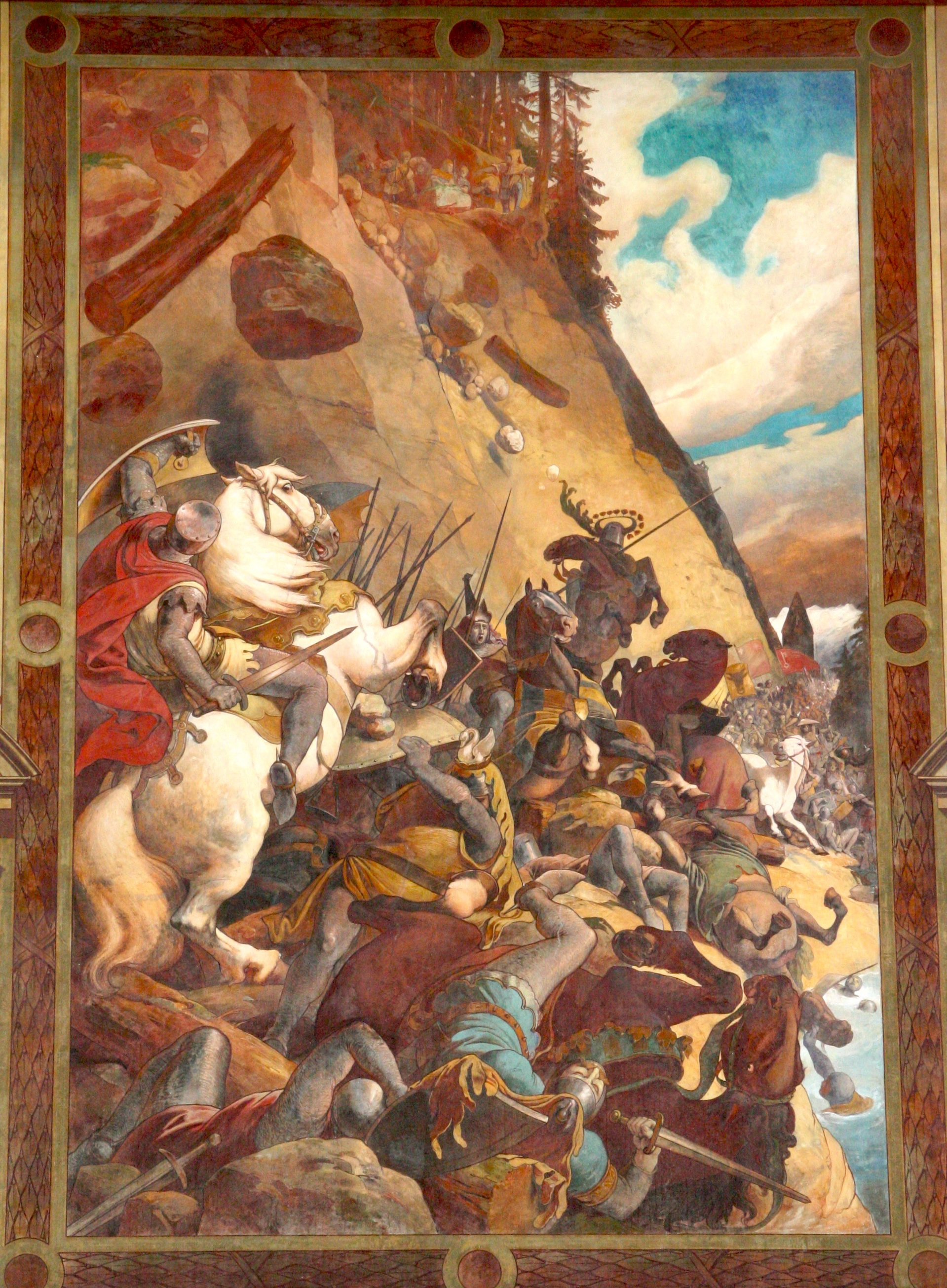
Die Darstellung der Schlacht am Morgarten im Detail
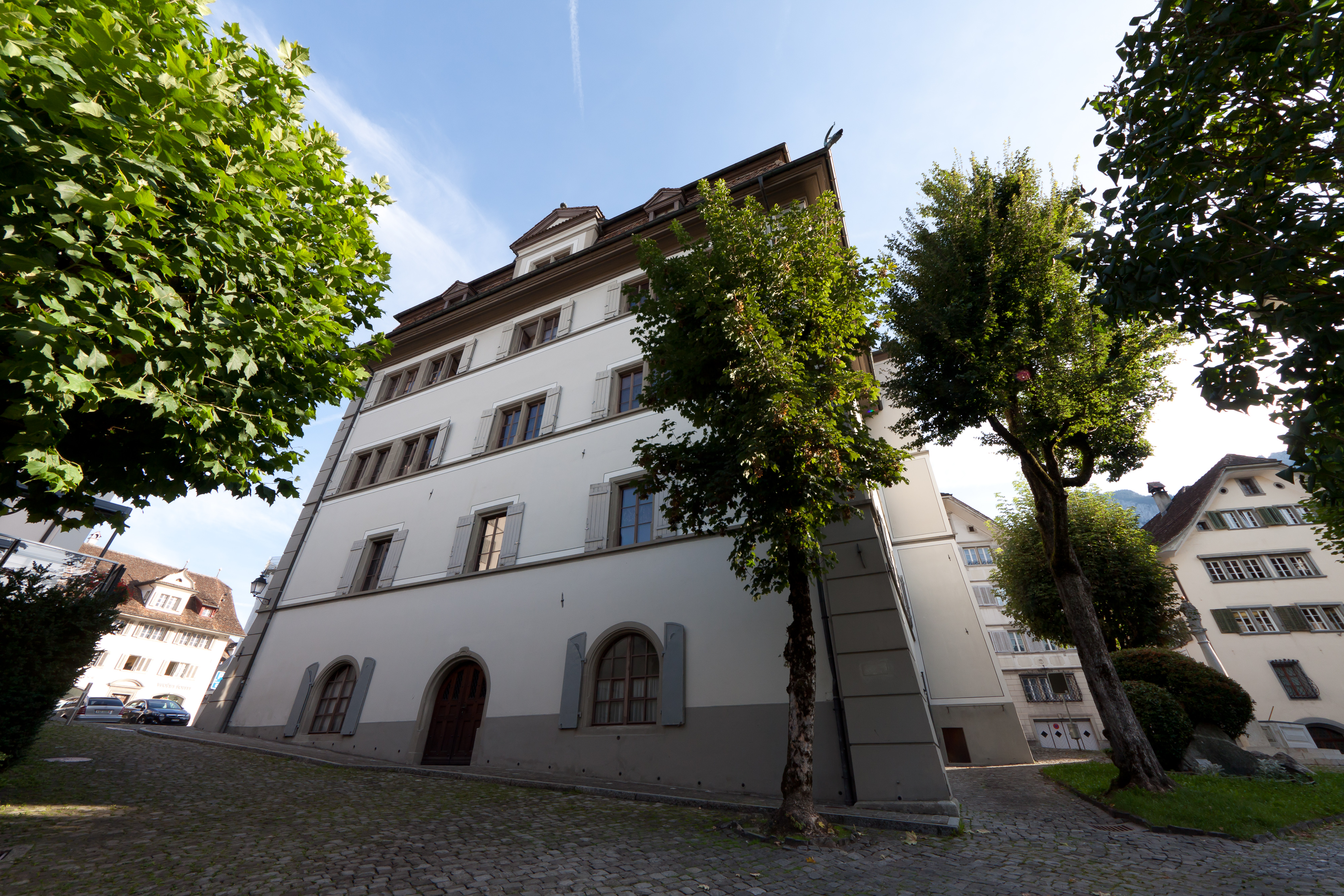
Die unbemalte Südfassade des Rathauses